# Saint Christopher-Nevis-Anguilla
Saint Christopher-Nevis-Anguilla var en brittisk kronkoloni belägen i Västindien. Den blev senare en provins i den kortlivade västindiska federationen år 1958. När brittiska öarnas regionala federation kollapsade år 1962 så blev Saint Christopher-Nevis-Anguilla involverat i flera försökt av drivkrafter för en annan union i den karibiska regionen.
År 1967 fick territoriet Saint Christopher-Nevis-Anguilla fullt självstyre. År 1971 blev ön Anguilla efter rigoröst sökt självständighet separerat och år 1980 blev separationen från federationen Saint Kitts och Nevis formellt accepterad. Den återstående staten blev självständigt som landet Saint Christopher och Nevis år 1983 och Anguilla är fortfarande idag ett av Storbritanniens utomeuropeiska territorier.